# Bílkova vila (Chýnov)
Bílkova vila je atypická stavba od sochaře a architekta Františka Bílka nacházející se ve městě Chýnov. Od roku 1958 patří mezi kulturní památky.

## Popis
Bílkova vila je patrová stavba stojící na obdélném půdorysu. Na jižní straně přízemí a prvního patra se nacházejí dvě dvojice obytných místností. Ve druhé části budovy je rozlehlý a vysoký ateliér sochaře, který je řešen jako anglická schodišťová hala s úzkým ochozem v úrovni prvního patra. Celý objekt je vystavěn z neomítaných cihel a dřeva. Střecha je zde mansardová, podpíraná šikmými dřevěnými podpěrami. Celá fasáda domu je pokryta nápisy, znaky a figurálními reliéfy, z nichž je největší štukový reliéf na jižním průčelí stavby.

## Historie

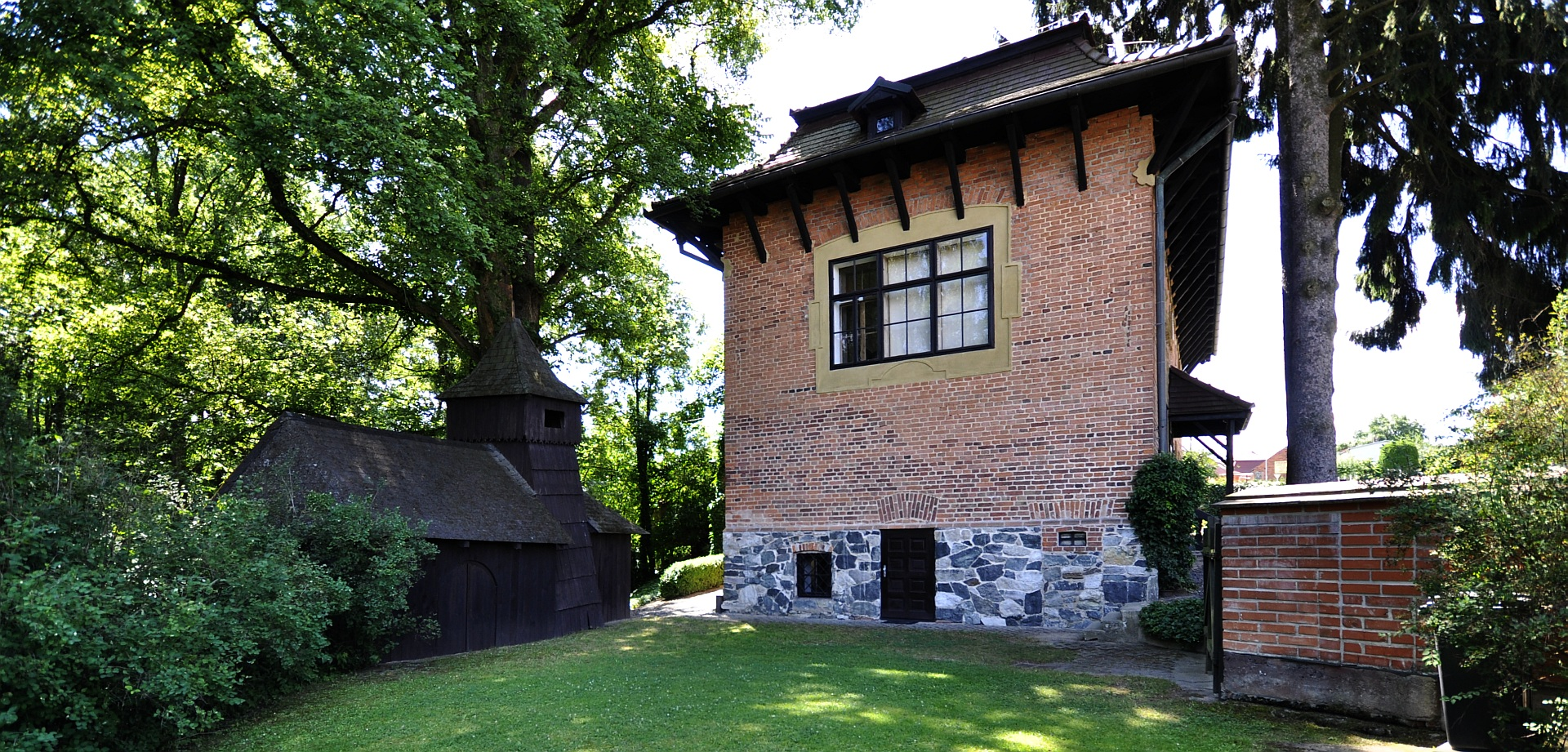
Bílkova vila od severu

Bilkova vila v Chýnově byla vystavěna roku 1898 sochařem a architektem Františkem Bílkem, který ji poté využíval jako své pracoviště. Byla vystavěna na zahradě statku Bílkových rodičů. Stavba probíhala od dubna do srpna roku 1898. František Bílek svoji vilu nazýval „Chaloupka“. Další úpravy stavby probíhaly v letech 1898, 1902, 1905, 1907, 1928, 1929, 1991 a 1994. Ve vile se Bílek často scházel s významnými osobnostmi své doby, mimo jiné s Juliem Zeyerem, Otokarem Březinou, Zdenkou Braunerovou, Karlem Dostálem-Lutinovem nebo Sigismundem Bouškou. Na sklonku života se Bílek roku 1939 do chýnovské vily přestěhoval natrvalo. Po Bílkově smrti roku 1942 vila dlouho chátrala. V roce 1990 ji však prodala vnučka Františka Bílka Galerii hlavního města Prahy. Roku 1994 byl objekt renovován architektem Rudolfem Kristianem. Dnes vila slouží jako místo pro muzeální expozici děl Františka Bílka a nachází se zde památník.